# بات ماكدونل
بات ماكدونل (بالإنجليزية: Pat McDonnell)‏ هو لاعب قذف أيرلندي، ولد في 18 مارس 1950 في Aghabullogue ‏ في جمهورية أيرلندا.